# William Chandler Roberts-Austen
Pour les articles homonymes, voir Austen.
William Chandler Roberts-Austen (3 mars 1843, Kennington – 22 novembre 1902, Londres), est un métallurgiste connu pour ses recherches sur les propriétés physiques des métaux et de leurs alliages. L'austénite porte son nom en son honneur.

## Biographie
Il développe des procédures pour l'analyse des constituants des alliages et un pyromètre enregistreur automatique pour mesurer les changements de température dans les fours et les matériaux fondus. Il devint une autorité mondialement reconnue sur les aspects techniques de la frappe des monnaies. Ses travaux ont eu beaucoup d'applications pratiques et industrielles.
Il est élu membre de la Royal Society le 3 juin 1875. 
Il fut professeur de métallurgie à la Royal School of Mines de Londres de 1882 à 1902 et fut promu Chevalier commandeur de l'Ordre du Bain (KCB) en 1899.